# Aplocera anatolica
Aplocera anatolica là một loài bướm đêm trong họ Geometridae.